# Ross Spano
Vincent Ross Spano (Tampa, 16 de julio de 1966) es un abogado y congresista, exrepresentante del 15.° distrito congresional de Florida ante la Cámara de Representantes de los Estados Unidos. Pertenece al Partido Republicano y perdió contra Scott Franklin en las primarias republicanas para las elecciones del 2021. A partir del 3 de enero de 2021, Scott Franklin, quien ganó con 51.3 % de los votos en las primarias y con 55.39 % en las elecciones generales contra Alan Cohn, asumirá su mandato.

## Primeros años y educación
Spano nació en Tampa y se crio en Valrico, Florida. Hijo de Patricia y Frank Spano, Ross estudió en la Escuela Secundaria Brandon, de donde se graduó en 1984. Luego obtuvo una Licenciatura en Historia de la Universidad del Sur de Florida, en 1994. Finalmente, consiguió un Juris doctor como cum laude de la Facultad de Derecho de la Universidad Estatal de Florida en 1998.

## Carrera profesional y política
Desde 2000 hasta 2003, Spano trabajó como abogado asociado del bufete de abogados Dickerson. 
Actualmente es propietario de la firma Christmas Spano & Owen, y socio director de Spano & Woody, una asociación profesional de abogacía.
En 2012, Spano se postuló para representar al Distrito 49 de la Cámara Baja de la Legislatura de Florida. Le ganó a sus compañeros Joe Wicker, Betty Jo Tompkins, y Mike Floyd en las primarias republicanas, con un sólido 40 %. Y ganó el puesto en las elecciones generales venciendo al candidato demócrata Gail Gottlieb por un margen del 1.6 %, un total de 1.051 votos. Spano fue representante de dicho distrito hasta  2018.
Spano fue representante del 15.° distrito congresional de Florida por un periodo (2019-2020). En dichas elecciones, venció a su compañero republicano Neil Combee en las primarias con el 44 % de los votos, y luego derrotó a la demócrata Kristen Carlson con el 53 % de los votos en las elecciones generales.
Durante su tiempo en el Congreso, perteneció al Comité de Transporte e Infraestructura y al Comité de Pequeñas Empresas.

## Polémica
Poco después de que Spano fuera elegido para el Congreso, el Tampa Bay Times informó que pidió prestados $180,000 a dos amigos personales y posteriormente prestó a su campaña $167,000, una posible violación de la ley federal de financiamiento de campañas. Las contribuciones de individuos para el ciclo de elecciones federales 2017-2018 tenían un tope de $2,700 por elección.

## Vida personal
Ross está casado con Amie Spano, y tienen cuatro hijos: Kali, Vince, Caleb, Isaiah. Ross y su familia profesan la fe bautista. Ross es miembro de la Iglesia Bautista Bell Shoals y miembro de la junta asesora de la Asociación Cristiana de Jóvenes (YMCA).